# Ronde van Italië 2012/Derde etappe
De derde etappe van de Ronde van Italië 2012 werd verreden op 7 mei rond de Deense stad Horsens over een afstand van 190 km.
De burgemeester van Horsens Jan Trøjborg overleed op 6 mei aan de gevolgen van een hartstilstand toen hij met anderen het parcours van de etappe verkende.
Vóór de aanvang van de etappe werd een minuut stilte gehouden ter nagedachtenis van Wouter Weylandt die een jaar geleden het leven verloor na een val in de 3e etappe van de Giro 2011.

## Verloop van de etappe
Vroeg in de wedstrijd kozen zes renners voor de ontsnapping: Ramunas Navardauskas, Reto Hollenstein, Alfredo Balloni, Martijn Keizer, Mads Christensen en Miguel Minguez Ayala. Op de enige beklimming van de rit was Balloni het snelst. Hij behield daardoor zijn blauwe trui. Intussen kwam het peloton steeds dichterbij. Op dertig kilometer van de streep waagde medevluchter Mads Christensen zijn kans en ging alleen aan de haal. Tevergeefs, want ook hij werd door het peloton opgeslokt. Thuisrijder Lars Bak probeerde ook nog eens uit het peloton te ontsnappen maar ver droeg zijn vlucht niet.
De etappe zal echter vooral gekenmerkt blijven door een spectaculaire crash tijdens de eindsprint. Roberto Ferrari week van zijn lijn af en bracht daardoor een aantal renners ten val waaronder de leider Taylor Phinney en Mark Cavendish. Iedereen kwam er met kneuzingen van af en kon de eindmeet, al dan niet te voet, bereiken.

## Rituitslag
| Horsens - Horsens 190 km |                    |                           |          |
| Plaats                   | Naam               | Ploeg                     | Tijd     |
| Winnaar                  | Matthew Goss       | Orica-GreenEdge           | 4u20'52" |
| 2                        | Juan José Haedo    | Team Saxo Bank            | z.t.     |
| 3                        | Tyler Farrar       | Team Garmin-Barracuda     | z.t.     |
| 4                        | Arnaud Démare      | FDJ-Big Mat               | z.t.     |
| 5                        | Mark Renshaw       | Rabobank                  | z.t.     |
| 6                        | Thor Hushovd       | BMC Racing Team           | z.t.     |
| 7                        | Alexander Kristoff | Team Katjoesja            | z.t.     |
| 8                        | Romain Feillu      | Vacansoleil-DCM           | z.t.     |
| 9                        | Fumiyuki Beppu     | Orica-GreenEdge           | z.t.     |
| 10                       | Andrea Guardini    | Farnese Vini–Selle Italia | z.t.     |
|                          |                    |                           |          |
| 22                       | Jens Keukeleire    | Orica-GreenEdge           | z.t.     |
| 47                       | Tom Leezer         | Rabobank                  | z.t.     |

## Klassementen
| Algemeen klassement |                      |                        |          |
| Plaats              | Naam                 | Ploeg                  | Tijd     |
| Roze trui           | Taylor Phinney       | BMC Racing Team        | 9u24'31" |
| 2                   | Geraint Thomas       | Sky ProCycling         | +9"      |
| 3                   | Alex Rasmussen       | Team Garmin-Barracuda  | +13"     |
| 4                   | Manuele Boaro        | Team Saxo Bank         | +15"     |
| 5                   | Ramunas Navardauskas | Team Garmin-Barracuda  | +18"     |
| 6                   | Gustav Larsson       | Vacansoleil-DCM        | +22"     |
| 7                   | Brett Lancaster      | Orica-GreenEdge        | +23"     |
| 8                   | Matthew Goss         | Orica-GreenEdge        | z.t.     |
| 9                   | Marco Pinotti        | Team Garmin-Barracuda  | +24"     |
| 10                  | Jesse Sergent        | RadioShack-Nissan-Trek | +26"     |
| 11                  | Nélson Oliveira      | RadioShack-Nissan-Trek | +27"     |
| 12                  | Tomas Vaitkus        | Orica-GreenEdge        | z.t.     |
| 13                  | Mark Cavendish       | Sky ProCycling         | z.t.     |
| 14                  | Stef Clement         | Rabobank               | +28"     |
| 15                  | Tyler Farrar         | Team Garmin-Barracuda  | z.t.     |
| 16                  | Robert Hunter        | Team Garmin-Barracuda  | z.t.     |
| 17                  | Jack Bauer           | Team Garmin-Barracuda  | z.t.     |
| 18                  | Maciej Bodnar        | Liquigas-Cannondale    | +29"     |
| 19                  | Enrico Gasparotto    | Astana Pro Team        | z.t.     |
| 20                  | Ryder Hesjedal       | Team Garmin-Barracuda  | z.t.     |
|                     |                      |                        |          |
| 25                  | Thomas De Gendt      | Vacansoleil-DCM        | +32"     |

| Puntenklassement |                |                       |        |
| Plaats           | Naam           | Ploeg                 | Punten |
| Rode trui        | Matthew Goss   | Orica-GreenEdge       | 45     |
| 2                | Tyler Farrar   | Team Garmin-Barracuda | 30     |
| 3                | Mark Cavendish | Sky ProCycling        | 28     |
|                  |                |                       |        |
| 18               | Martijn Keizer | Vacansoleil-DCM       | 8      |
| 28               | Olivier Kaisen | Lotto-Belisol         | 6      |

| Bergklassement |                      |                           |        |
| Plaats         | Naam                 | Ploeg                     | Punten |
| Blauwe trui    | Alfredo Balloni      | Farnese Vini–Selle Italia | 6      |
| 2              | Ramunas Navardauskas | Team Garmin-Barracuda     | 2      |
| 3              | Miguel Ángel Rubiano | Androni Giocattoli        | 2      |
|                |                      |                           |        |
| 4              | Olivier Kaisen       | Lotto-Belisol             | 1      |

| Jongerenklassement |                      |                         |          |
| Plaats             | Naam                 | Ploeg                   | Tijd     |
| Witte trui         | Taylor Phinney       | BMC Racing Team         | 9u24'31" |
| 2                  | Manuele Boaro        | Team Saxo Bank          | +15"     |
| 3                  | Ramunas Navardauskas | Team Garmin-Barracuda   | +18"     |
|                    |                      |                         |          |
| 8                  | Julien Vermote       | Omega Pharma-Quick Step | +33"     |
| 21                 | Tom Slagter          | Rabobank                | +51"     |

| Ploegenklassement |                       |           |
| Plaats            | Ploeg                 | Tijd      |
|                   | Team Garmin-Barracuda | 28u13'36" |
| 2                 | BMC Racing Team       | z.t.      |
| 3                 | Orica-GreenEdge       | +20"      |

1e etappe ·
2e etappe ·
3e etappe ·
4e etappe ·
5e etappe ·
6e etappe ·
7e etappe ·
8e etappe ·
9e etappe ·
10e etappe ·
11e etappe ·
12e etappe ·
13e etappe ·
14e etappe ·
15e etappe ·
16e etappe ·
17e etappe ·
18e etappe ·
19e etappe ·
20e etappe ·
21e etappe
Startlijst · Eindstanden · Afbeeldingen